# Alessandro La Marmora
Alessandro Ferrero della Marmora (o Alessandro della Marmora o Alessandro La Marmora) (Torino, 27 marzo 1799 – Kodykoj, 7 giugno 1855) è stato un generale e patriota italiano.
Grande figura del Risorgimento italiano, fu l'ispiratore della creazione del Corpo dei Bersaglieri. Era originario di una nobile famiglia, quella dei Ferrero della Marmora, e fratello di Alfonso.

## Biografia
Ottavo nato e terzo dei maschi, nacque dal marchese Celestino Ferrero della Marmora, capitano nel Reggimento d'Ivrea, e dalla contessa Raffaella Argentero di Bersezio, che insieme ebbero sedici figli. Ebbe altri tre fratelli generali durante il Risorgimento: i senatori Carlo Emanuele e Alberto e il Presidente del Consiglio del Regno di Sardegna e poi del Regno d'Italia Alfonso. Diligente negli studi e particolarmente portato per le discipline scientifiche (studiò un nuovo tipo di fucile a retrocarica), dopo aver ricevuto promozioni militari e onorificenze da parte del re Carlo Felice di Savoia, studiò a lungo nelle valli del Biellese alla ricerca di nuovi metodi di difesa dei confini. In quel periodo intraprese viaggi in Francia, Inghilterra, Baviera, Sassonia, Svizzera e Tirolo al fine di studiare armi, ordini e istituzioni dei vari eserciti.

### Il Corpo dei Bersaglieri

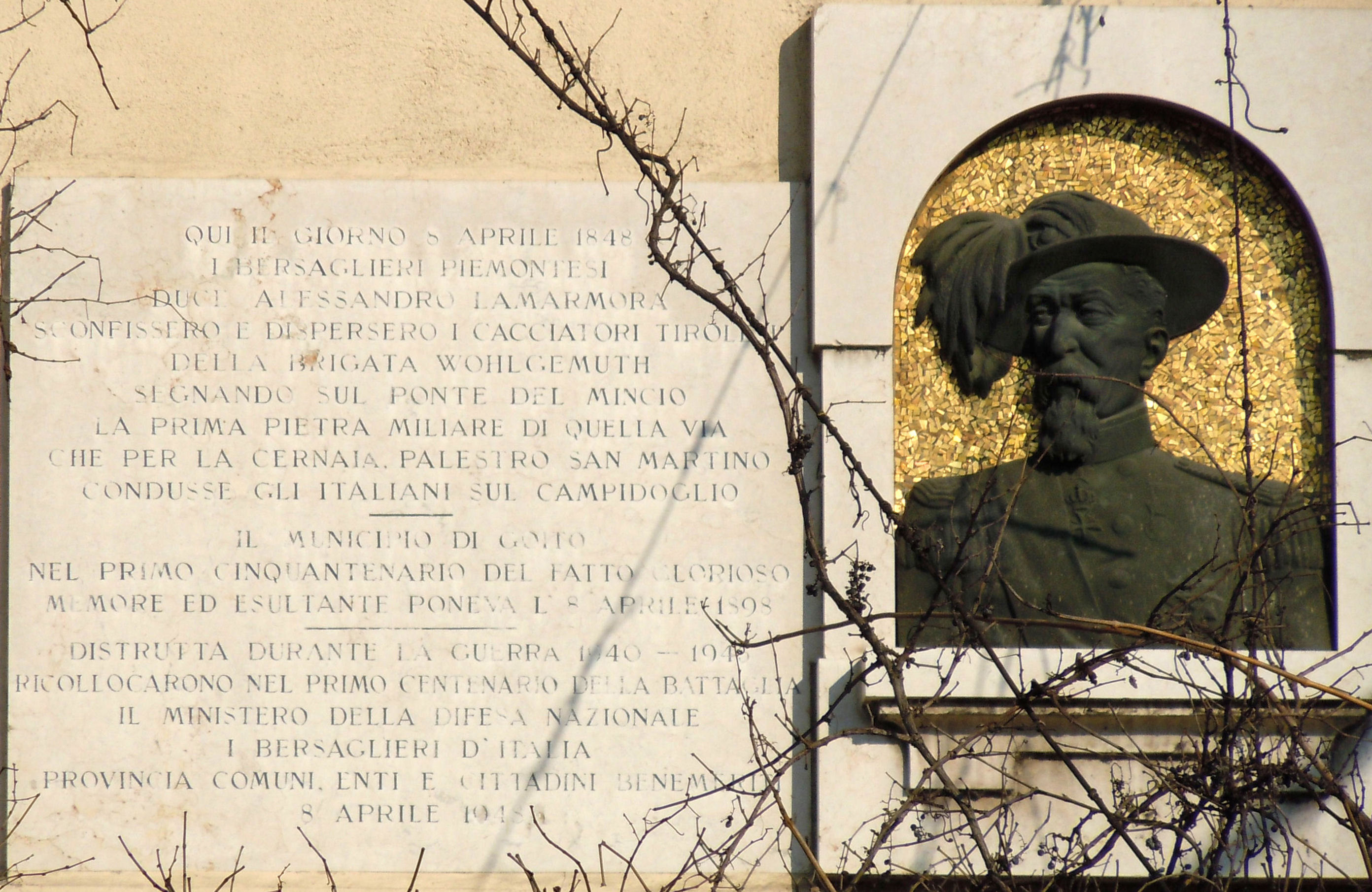
Lapide a Goito per la battaglia dell'8 aprile 1848

Nel 1831 Alessandro La Marmora formulò una prima Proposizione per la formazione di truppe leggere della terza specie sotto la denominazione di Bersaglieri. Il progetto avrebbe visto la luce però solo cinque anni dopo: nel 1835, infatti, il capitano La Marmora presentò al re Carlo Alberto di Savoia la sua Proposizione per la formazione di una compagnia di Bersaglieri e modello di uno schioppo per suo uso insieme al luogotenente Giuseppe Vayra, che vestì per primo la divisa del nuovo corpo e verrà quindi ricordato come il primo bersagliere. Per il suo ruolo nella creazione dello storico corpo militare Alessandro viene ricordato come un grande riformatore dell'esercito sabaudo, a cui i Bersaglieri stessi daranno un enorme apporto sia nella prima che nella seconda e nella terza delle guerre d'indipendenza del Risorgimento.

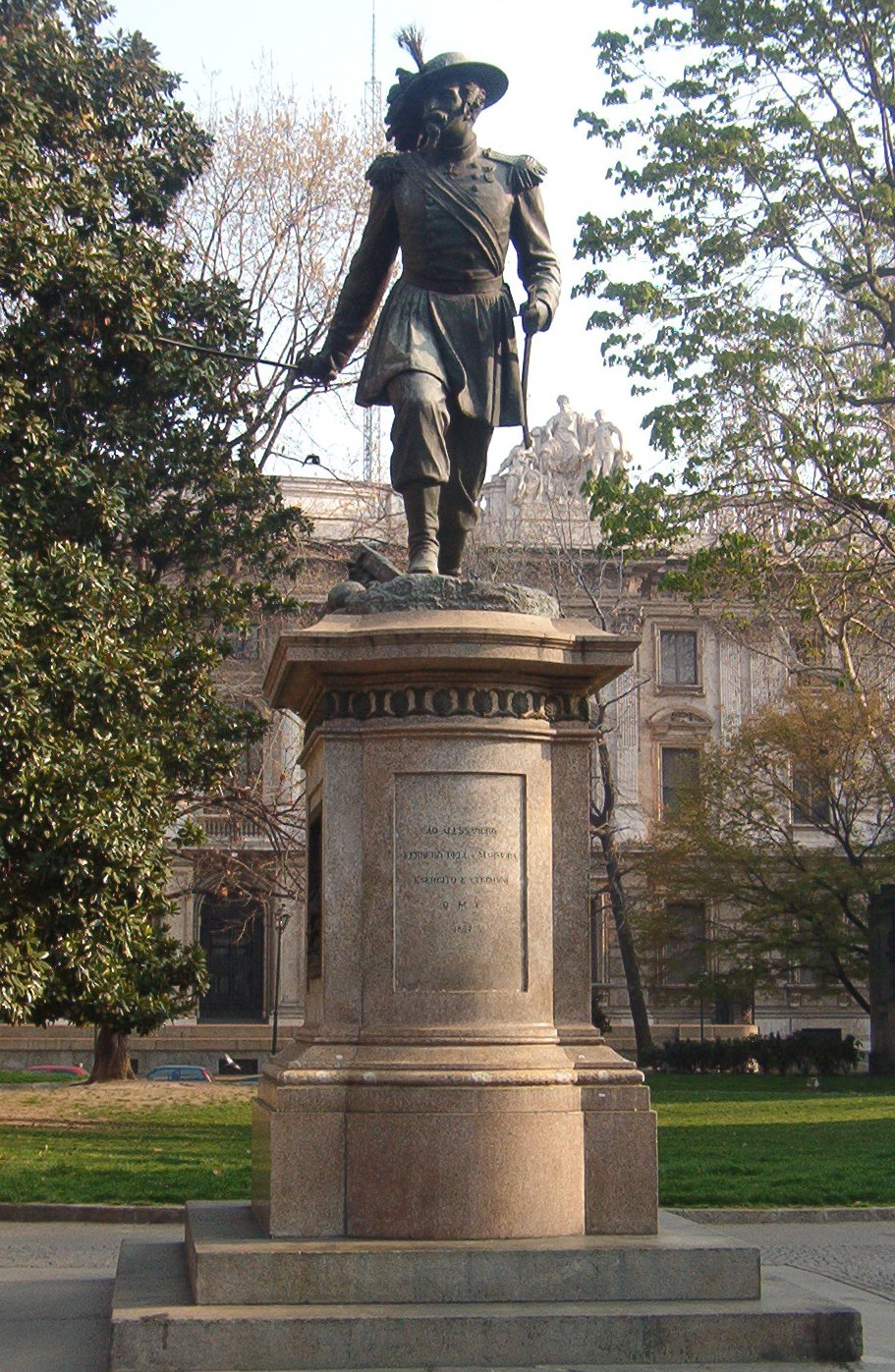
Monumento ad Alessandro La Marmora a Torino

L'anno seguente furono create le compagnie di fanteria dette dei Bersaglieri, con lo scopo di compiere una guerra minuta e di disturbo. Il 18 giugno 1836 il re istituiva nell'Armata un Corpo di Bersaglieri. Durante la convalescenza per la grave ferita al viso riportata nella battaglia di Goito del 1848, La Marmora scrisse le Istruzioni provvisorie per i Bersaglieri ed un Trattato di tiro ad uso dei Volontari. Il 27 luglio 1848 ottenne la promozione a maggiore generale ed il 15 febbraio 1849 fu nominato capo dello stato maggiore dell'armata. il 25 luglio 1852 fu promosso luogotenente generale, mantenendo la carica di Ispettore dei Bersaglieri. A Genova per curarsi da una caduta da cavallo, nel 1852 conobbe Rosa Roccatagliata, che sposò due anni dopo.
Nell'autunno del 1854 nel capoluogo ligure scoppiò un'epidemia di colera e Alessandro si dedicò all'assistenza negli ospedali; sulla malattia scrisse anche un opuscolo, intitolato Cholera Morbus. Nonostante il fisico debilitato, il 22 marzo 1855, incoraggiato dal fratello Alfonso, più giovane di cinque anni, il generale Alessandro La Marmora assunse il comando della seconda divisione del corpo di spedizione in Crimea, per quella che sarebbe stata la sua ultima spedizione. Sbarcato a Balaklava, odierno quartiere di Sebastopoli nella penisola di Crimea, alla testa dei suoi uomini, come molti bersaglieri, morì a causa del colera il 7 giugno 1855, all'età di 56 anni, a Kadikóy, a poche miglia a nord di Balaklava. Le sue spoglie, sepolte nel cimitero della marina di Balaklava e rimaste a lungo in Crimea, riposano dal 1911 nella cripta di famiglia della basilica di San Sebastiano a Biella. Un monumento e il giardino circostante (oltre che una caserma) lo ricordano a Torino, sua città natale.

## Ascendenza
|                                               |                               |                                            | Genitori                                     |  |  | Nonni |  |  | Bisnonni                               |  |  | Trisnonni                            |  |
|                                               |                               |                                            |                                              |  |  |       |  |  | Celestino Francesco Ferrero La Marmora |  |  | Francesco Antonio Ferrero La Marmora |  |
|                                               |                               |                                            |                                              |  |  |       |  |  | Celestino Francesco Ferrero La Marmora |  |  | Francesco Antonio Ferrero La Marmora |  |
|                                               |                               | Barbara Sfondrati                          |                                              |  |  |       |  |  | Celestino Francesco Ferrero La Marmora |  |  |                                      |  |
| Ignazio Ferrero La Marmora                    |                               |                                            |                                              |  |  |       |  |  | Celestino Francesco Ferrero La Marmora |  |  |                                      |  |
|                                               |                               | Maddalena Gontery                          | Filippo Giacinto Gontery                     |  |  |       |  |  |                                        |  |  |                                      |  |
|                                               |                               | Maddalena Gontery                          | Filippo Giacinto Gontery                     |  |  |       |  |  |                                        |  |  |                                      |  |
|                                               |                               | Maddalena Gontery                          | Maria Brulard de Sillerì Giugali di Cavaglià |  |  |       |  |  |                                        |  |  |                                      |  |
| Celestino Ferrero La Marmora                  |                               | Maddalena Gontery                          |                                              |  |  |       |  |  |                                        |  |  |                                      |  |
|                                               |                               | …                                          | …                                            |  |  |       |  |  |                                        |  |  |                                      |  |
|                                               |                               | …                                          | …                                            |  |  |       |  |  |                                        |  |  |                                      |  |
|                                               |                               | …                                          | …                                            |  |  |       |  |  |                                        |  |  |                                      |  |
| Costanza Teresa Cristina San Martino di Agliè |                               | …                                          |                                              |  |  |       |  |  |                                        |  |  |                                      |  |
|                                               |                               | …                                          | …                                            |  |  |       |  |  |                                        |  |  |                                      |  |
|                                               |                               | …                                          | …                                            |  |  |       |  |  |                                        |  |  |                                      |  |
|                                               |                               | …                                          | …                                            |  |  |       |  |  |                                        |  |  |                                      |  |
| Alessandro Ferrero La Marmora                 |                               | …                                          |                                              |  |  |       |  |  |                                        |  |  |                                      |  |
|                                               | Gaetano Argentero di Bersezio | Romualdo Argentero di Bagnasco             |                                              |  |  |       |  |  |                                        |  |  |                                      |  |
|                                               | Gaetano Argentero di Bersezio | Romualdo Argentero di Bagnasco             |                                              |  |  |       |  |  |                                        |  |  |                                      |  |
|                                               | Gaetano Argentero di Bersezio | Paola Vittoria Maria Doria                 |                                              |  |  |       |  |  |                                        |  |  |                                      |  |
| Niccolò Amedeo Argentero di Bersezio          | Gaetano Argentero di Bersezio |                                            |                                              |  |  |       |  |  |                                        |  |  |                                      |  |
|                                               |                               | Chiara Teresa Saluzzo                      | Gabriele Filippo Saluzzo                     |  |  |       |  |  |                                        |  |  |                                      |  |
|                                               |                               | Chiara Teresa Saluzzo                      | Gabriele Filippo Saluzzo                     |  |  |       |  |  |                                        |  |  |                                      |  |
|                                               |                               | Chiara Teresa Saluzzo                      | Maria Madalena Asinari                       |  |  |       |  |  |                                        |  |  |                                      |  |
| Raffaella Argentero di Bersezio               |                               | Chiara Teresa Saluzzo                      |                                              |  |  |       |  |  |                                        |  |  |                                      |  |
|                                               |                               | Giuseppe Francesco Morozzo della Rocca     | …                                            |  |  |       |  |  |                                        |  |  |                                      |  |
|                                               |                               | Giuseppe Francesco Morozzo della Rocca     | …                                            |  |  |       |  |  |                                        |  |  |                                      |  |
|                                               |                               | Giuseppe Francesco Morozzo della Rocca     | …                                            |  |  |       |  |  |                                        |  |  |                                      |  |
| Maria Teresa Ludovica Morozzo Della Rocca     |                               | Giuseppe Francesco Morozzo della Rocca     |                                              |  |  |       |  |  |                                        |  |  |                                      |  |
|                                               |                               | Ludovica Cristina Balbis Bertone di Sambuy | Giulio Cesare Balbis Bertone di Sambuy       |  |  |       |  |  |                                        |  |  |                                      |  |
|                                               |                               | Ludovica Cristina Balbis Bertone di Sambuy | Giulio Cesare Balbis Bertone di Sambuy       |  |  |       |  |  |                                        |  |  |                                      |  |
|                                               |                               | Ludovica Cristina Balbis Bertone di Sambuy | Beatrice Saluzzo                             |  |  |       |  |  |                                        |  |  |                                      |  |
|                                               |                               | Ludovica Cristina Balbis Bertone di Sambuy |                                              |  |  |       |  |  |                                        |  |  |                                      |  |